# Fragilaria
Fragilaria (lat. fragilis 'zerbrechlich') ist eine Gattung der Kieselalgen (Bacillariophyta) mit etwa 100 Arten, die in Süß- und Meerwasser vorkommen. 

## Merkmale
Die Zellen von Fragilaria sind in flachen, unverzweigten Bändern angeordnet, die häufig in ihrer Längsachse gedreht sind. Die Einzelzellen haben die für Kieselalgen typische Schale aus zwei Theken. Diese ist in Seitenansicht rechteckig, in Schalenansicht stäbchenförmig. Die Zellen haben einen zentralen Zellkern und zwei Plastiden, die unter der Schale liegen und durch Fucoxanthin goldbraun sind. Die Plastiden enthalten mehrere Pyrenoide. Einige Arten besitzen mehrere, scheibenförmige Plastiden. Da die Schalen in den Bändern immer mit den Schalenflächen verbunden sind, ist praktisch immer die Seitenansicht zu sehen. Die Größe beträgt 5 bis 170 Mikrometer.
Die ungeschlechtliche Fortpflanzung erfolgt durch die typische Zweiteilung der Kieselalgen, die zur Verlängerung des Bandes führt. Das Band kann auch zerbrechen. Die Bildung von Dauersporen ist bekannt, ob sie über geschlechtliche Fortpflanzung gebildet werden, ist nicht bekannt. 
Die Variabilität der Gattung ergibt sich durch unterschiedliche Zellgröße, unterschiedliche Längen- zu Breitenverhältnisse der Zellen in Seitenansicht und durch die Form der Zellen in Schalenansicht.

## Vorkommen
Fragilaria ist eine häufige Gattung im Plankton und im Sediment von stehenden, oligotrophen bis eutrophen Gewässern. Im Sommer kommt es häufig zu Massenentwicklungen. Seltener kommen sie festsitzend in Fließgewässern vor. 

## Belege
- Karl-Heinz Linne von Berg, Michael Melkonian u. a.: Der Kosmos-Algenführer. Die wichtigsten Süßwasseralgen im Mikroskop. Kosmos, Stuttgart 2004, ISBN 3-440-09719-6, S. 244.